# Per fas et nefas
La locuzione latina Per fas et nefas, tradotta letteralmente, significa "con mezzi leciti e illeciti", Cioè con tutti i mezzi possibili. 
Risente della celebre frase machiavellica secondo cui «il fine giustifica i mezzi».